# Cantonul Saint-Claud
Cantonul Saint-Claud este un canton din arondismentul Confolens, departamentul Charente, regiunea Poitou-Charentes, Franța.

## Comune
- Beaulieu-sur-Sonnette
- Chasseneuil-sur-Bonnieure
- Genouillac
- Le Grand-Madieu
- Lussac
- Mazières
- Nieuil
- Parzac
- Les Pins
- Roumazières-Loubert
- Saint-Claud (reședință)
- Saint-Laurent-de-Céris
- Saint-Mary
- Suaux